# Алферо (Форли-Чезена)
Алферо (итал. Alfero) је насеље у Италији у округу Форли-Чезена, региону Емилија-Ромања.
Према процени из 2011. у насељу је живело 658 становника. Насеље се налази на надморској висини од 675 м.